# Cutícula vegetal
A cutícula vegetal é uma cobertura de cera impermeabilizante produzida unicamente pelas células epidérmicas das folhas, brotos jovens e outros tipos de órgãos de plantas aeróbicas. O processo de formação da cutícula é denominado cuticularização e ao processo de impregnação com cutina é conhecido como cutinização. 

## Descrição
Seu principal componente é a cutina, um polímero constituído de moléculas de ácidos graxos. Sua função é evitar a perda de água da planta e protegê-la contra infecções e traumas mecânicos. ·      
Outro principal componente é a Cera, sendo encontrada na parte externa da cutícula, é um polímero complexo e heterogêneo, decorrente da interação de longas cadeias de ácidos graxos, alcoóis alifáticos e alcanos, na presença de oxigênio.  A Cutina e a Cera servem como barreira contra insetos, fungos e bactérias. 

## Evolução
Tais características como os estômatos, xilema, floema e espaços intercelulares do tecido do mesofílico do caule são inovações, que juntamente com a cutícula, evoluíram nas plantas há mais de 450 milhões de anos durante a transição da vida na água para a vida na terra. Essas características permitiram que as plantas verticais explorassem os ambientes aéreos, possibilitando assim que as plantas conservem água internalizando as superfícies para troca de gás, englobando-as em uma membrana impermeável e incluindo um sistema de controle de abertura e fechamento (as células estomáticas) que são responsáveis por regular a taxa de transpiração e troca de CO2 .